# Индонезийско-малайзийская конфронтация
Индонезийско-малайзийская конфронтация 1963—1966 годов — малоинтенсивный вооружённый конфликт между Индонезией с одной стороны и Федерацией Малайзии, Великобританией, Австралией и Новой Зеландией с другой стороны из-за создания государства Малайзия и включения в его состав британских владений на северной части острова Калимантан.

## Канун конфликта (1960—1962)
Первоначально Индонезия ничего не имела против намечавшегося объединения бывших британских владений Малайи, Саравака, Брунея и Северного Борнео в государство Малайзию. 20 ноября 1960 года министр иностранных дел Индонезии Субандрио, выступая на сессии Генеральной Ассамблеи ООН, прямо заявил, что Индонезия не возражает против такого объединения, а 26 сентября 1962 года на пресс-конференции в Сингапуре отрицал наличие какого-либо конфликта между Индонезией и Малайей. Субандрио только предостерег Малайю от размещения на острове Борнео военной базы США, пообещав, что в этом случае Индонезия разместит на своей части острова военную базу СССР. «У нас будет общая граница с Малайзией, как мы можем остаться безучастными в такой ситуации», — сказал он. Однако вскоре позиция индонезийского президента Сукарно изменилась.

## Восстание в Брунее (1962)
Осенью 1962 года Народная партия Брунея во главе с бывшим служащим армии Индонезии Азхари подняла восстание и провозгласила независимость государства «Северный Калимантан». Сукарно заявил, что индонезийцы изменят своим принципам, если «не поддержат революцию на Северном Калимантане», тем более что в своё время брунейцы поддерживали индонезийских повстанцев деньгами и добровольцами во время их борьбы с Голландией. Но британская армия быстро разбила повстанцев Азхари и оттеснила их в джунгли. Несмотря на это, парламент Индонезии принял резолюцию об их поддержке. В Джакарте пришли к выводу, что Северный Калимантан ближе к Индонезии, чем к Малайе.

## Начало конфликта (1963)
Уже 20 января 1963 года Субандрио, вернувшись из Пекина, где он по поручению Сукарно заручился полной поддержкой руководителей КНР, заявил, что Индонезия вынуждена перейти к противостоянию с Малайзией, так как «эта страна в настоящее время представляет собой сообщника неоколониализма, проводя враждебную политику в отношении Индонезии». Одновременно главнокомандующий сухопутными войсками Индонезии генерал Ахмад Яни сообщил, что «армия готова и ждёт приказа». Затем Сукарно заявил, что Федерация Малайзия намерена защищать интересы «оловянных, каучуковых и нефтяных королей Запада», и Индонезия выступает против создания этого «порождения неоколониализма». Одновременно генерал Насутион отправил первых добровольцев на границу с Сараваком, а Азхари прибыл в Джакарту и сформировал «правительство в изгнании».

## Попытка манёвра (1963)
Через полгода после начала конфликта внешняя политика Индонезии вновь сделала неожиданный зигзаг. 31 мая — 1 июня 1963 года в Токио при посредничестве премьер-министра Японии Хаято Икэды прошли переговоры между Сукарно и малайским лидером Абдул Рахманом. 7 июня на трёхсторонней встрече в Маниле Субандрио объявил о поддержке идеи филиппинского президента Диосдадо Макапагала о Конфедерации Малайи, Филиппин и Индонезии — Мафилиндо. Но создание такой конфедерации осталось только на бумаге — Абдул Рахман не был намерен отказываться от планов создания Малайзии, а комиссия ООН пришла к выводу, что население Северного Калимантана, Сабаха и Саравака не желает объединяться с Индонезией. Конфронтация возобновилась с ещё большей силой.

## Провозглашение Малайзии и прямая конфронтация (1963—1964)
На следующий день после того, как 15 сентября 1963 года было провозглашено создание Малайзии, Джакарта была охвачена массовыми демонстрациями. 17 сентября дипломатические отношения между странами были разорваны, а индонезийское посольство в Куала-Лумпуре было разгромлено. На следующий день были разгромлены и сожжены уже посольства Малайи и Великобритании в Джакарте. Сукарно отдал приказ прекратить всякую торговлю с Малайзией, несмотря на то, что это лишило Индонезию трети её внешних рынков.
Осенью 1963 года сторонники Азхари, индонезийские добровольцы и сторонники Мао Цзэдуна развернули партизанское движение на Северном Калимантане. В начале мая 1964 года Сукарно провозгласил свои «Две команды народу» («ДВИКОРА»), призвав индонезийцев защитить завоевания своей революции, поддержать партизанскую войну в Малайе, Сингапуре, Сабахе, Сараваке и Брунее и «сокрушить» Малайзию до 1 января 1965 года. В движение добровольцев по освобождению Северного Калимантана записался 21 миллион человек. Борьбу с Малайзией поддержали и проживавшие в Индонезии китайцы, давшие 200.000 добровольцев, денежные пожертвования и даже поставившие оперу «Сокрушим Малайзию», которую показывали по всей стране.

## Противостояние (1964—1965)
В июне 1964 года Сукарно и Абдул Рахман ещё раз встретились в Токио, но не смогли договориться. На сторону Малайзии встала Великобритания, уже готовая объявить Индонезии войну, и США, в июле 1964 года поддержавшие малайзийского лидера Абдул Рахмана. Свои войска на территории Малайзии в соответствии с договором 1957 года «Об обороне и взаимной помощи» держали Австралия и Новая Зеландия. Сукарно обвинил США в предательстве и 17 августа призвал продолжить борьбу, даже если за Малайзию вступится «десяток империалистических держав». 
В августе-сентябре индонезийская армия высадила неудачные морской и воздушный десанты в штате Джохор , а в сентябре 1964 года на Северном Калимантане между Индонезией и Малайзией начались пограничные столкновения, переходящие в бои местного значения. Сукарно заявил: «Если мы посылаем своих солдат в Малайзию, то это вовсе не означает, что мы нарушаем её суверенитет, так как государства Малайзии не существует».
7 января 1965 года, после того, как Малайзия стала непостоянным членом Совета Безопасности ООН, Сукарно объявил о выходе Индонезии из ООН. Стремясь создать вместе с КНР новую, «революционную ООН» он утверждал, что в борьбе с Малайзией «Индонезия стала маяком для мира и человечества и заняла выдающееся место среди государств Азии, Африки и Латинской Америки и социалистических стран». Диверсионные группы индонезийской армии постоянно действовали на Калимантане, и президент Индонезии настаивал на том, чтобы этот «огонь революции» распространился на всю Юго-Восточную Азию. Сукарно утверждал, что Малайзия создана британцами с помощью «клея и ножниц», и когда 9 августа 1965 года Сингапур по своим причинам покинул Федерацию, приписал это своей политике. Тем временем подготовка войны с Малайзией поглощала 80 % и без того скудного бюджета Индонезии.

## Оппозиция армии Индонезии
Руководство вооружённых сил Индонезии не разделяло революционных настроений Сукарно и не видело смысла в «сокрушении Малайзии». Индонезийские генералы на деле свернули военные действия и тайно установили контакты с командованием малайзийской армии. Чтобы прекратить саботаж своих решений военными, Сукарно 11 июля 1965 года поставил во главе Объединённого командования «Готовность» (КОЛАГ) верного ему маршала авиации Омара Дани. Но правым генералам во главе с главнокомандующим сухопутными войсками генерал-лейтенантом Ахмадом Яни удалось усилить Командование стратегического резерва Сухопутных войск (Кострад; выполняло оборонные функции на острове Ява) во главе с генералом Сухарто. Именно оно позволило командованию армии выиграть противостояние с Сукарно и Субандрио и подавить Движение 30 сентября.

## Завершение конфликта (1965—1966)
После провала попытки левого переворота 30 сентября 1965 года власть Сукарно стала быстро слабеть, а вместе с ней ослабевало и противостояние с Малайзией. 21 февраля 1966 года в результате реорганизации было создано Командование по сокрушению Малайзии (КОГАМ) во главе с Сукарно. Его заместителем по военным вопросам стал генерал Абдул Харис Насутион, а штаб КОГАМ возглавил генерал Сухарто, которые не намеревались воевать с Малайзией. Сменивший арестованного 18 марта министра иностранных дел Субандрио новый глава МИД Адам Малик также только формально поддерживал лозунги президента. Более того, он заявил о необходимости «революции» во внешней политике и в апреле начал искать основу для новых отношений с Малайзией и Сингапуром. В конце мая он вылетел в Бангкок, где провёл переговоры с министром иностранных дел Малайзии Абдул Разаком о нормализации отношений.
11 августа 1966 года Сухарто в обход Сукарно, формально остававшегося президентом, заключил с Малайзией в Джакарте соглашение о прекращении конфронтации. Согласно соглашению, враждебные действия немедленно прекращались и между странами без промедления восстанавливались дипломатические отношения. Малайзия обязалась провести в Сабахе и Сараваке свободные демократические всеобщие выборы для подтверждения их решения о вхождении в Федерацию и официально признать суверенитет Сингапура. Начались переговоры с Великобританией о начале поэтапного предоставления независимости Брунею. Вскоре прекратило своё существование и Командование по сокрушению Малайзии. В период данного конфликта окончательно оформилось осознание потери Великобританией имперского престижа.